# Hypodoryctes bilobus
Hypodoryctes bilobus är en stekelart som först beskrevs av Shestakov 1940.  Hypodoryctes bilobus ingår i släktet Hypodoryctes och familjen bracksteklar. Inga underarter finns listade i Catalogue of Life.